# Christelijke Muziekvereniging Oranje Minnertsga
De Christelijke Muziekvereniging Oranje Minnertsga is een fanfareorkest uit Minnertsga dat opgericht werd in februari 1894.

## Geschiedenis

### Fanfareorkest
Na een concert van een muziekvereniging uit Workum in Minnertsga besloot een tiental leden van de jongelingen vereniging "Fraternitas" uit Minnertsga een fanfare op te richten. De toenmalige Koningin Wilhelmina der Nederlanden doneerde bij de oprichting vijftig gulden voor de aanschaf van instrumenten, dat verklaart de naam "Oranje". Aanvankelijk werd het hoofd van de lagere school in Minnertsga ook onderwijzer van de fanfare en eerste dirigent.
Later werd J.M. Spitter dirigent van de fanfare en met hem verbeterde zich het muzikaal niveau zodat zij in het loop der jaren promoveerde naar de afdeling uitmuntendheid. Na Spitter nam Bouke de Jong in 1928 plaats op de bok. De Jong bleef 35 jaar in deze functie en de fanfare ontwikkelde zich in deze periode verder. De ere-afdeling van de Nederlandse Federatie van Christelijke Muziekbonden (NFCM) werd bereikt.
Sinds augustus 1975 staat de fanfare onder de vakbekwame leiding van Jouke Hoekstra. Hij zet de stijgende lijn van zijn voorgangers voort. "Oranje" neemt regelmatig deel aan concoursen in binnen- en buitenland.

### Wereld Muziek Concours
In 1981 werd onder leiding van Jouke Hoekstra deelgenomen aan het 9e Wereld Muziek Concours (WMC) te Kerkrade in de 2e afdeling van de sectie fanfare. Met 311 1/2 punten behaalde de fanfare een 1e prijs en werd tweede in hun afdeling. Vier jaar later nam men ook deel aan het 10e WMC te Kerkrade, maar nu in de 1e afdeling en behaalde onder Jouke Hoekstra 302 1/2 punten, goed voor een 1e prijs. Bij de deelname aan het 12e WMC in Kerkrade in 1993 behaalde men eveneens onder leiding van Jouke Hoekstra in de 1e afdeling van de sectie fanfare 329 punten, goed voor een 1e prijs met lof van de jury. Tijdens het 13e WMC in 1997 kon men zich nog verder verbeteren op 333 1/2 punten, opnieuw een 1e prijs met lof van de jury. Op het 14e WMC in 2001 was het beoordelingsschema intussen veranderd en men bereikte 92,3%, wederom goed voor een 1e prijs met lof van de jury in de 1e afdeling van de sectie fanfare. Tijdens het 15e WMC in Kerkarde bereikte men 89,33%.

### Andere concoursen en festivals
In 1995 behaalde men tijdens het federatief concours van de Nederlandse Federatie van Christelijke Muziekbonden (NFCM) in Zutphen het kampioenschap. Bij het internationaal concours in het Duitse Rastede behaalde men in 1996, 1998 en 2006 het hoogste aantal punten van alle deelnemende orkesten, en in 2016 de eerste prijs in de 1e divisie, maar behaalde men niet het hoogste aantal punten. Bij een internationaal concours in Nyborg in Denemarken in 2003 behaalde men een eerste prijs met onderscheiding.

### Drumband/Drumfanfare
In 1954 werd er een drumband binnen de vereniging opgericht, later werden daar een aantal signaaltrompetten aan toegevoegd. De leiding was in handen van Jacob Jan Zoodsma uit Minnertsga. In november 2004 nam de Drumfanfare, samen met majorettes, deel aan een marsconcours in Schiedam. Er werden na hun presentatie 85.15 punten behaald wat opnieuw promotie betekende naar de eredivisie.

## Tegenwoordig
De muziekvereniging beschikt naast het fanfareorkest, dat momenteel uit zo'n 50 leden bestaat, en de drumfanfare ook nog over een majorettepeloton en een jeugdfanfare.

## Dirigenten
- 1894 - ???? N.N.
- ???? - 1928 J.M. Spitter
- 1928-1963 Bouke de Jong
- 1975-2014 Jouke Hoekstra
- 2014-heden Bienze IJlstra

## Instructeurs
- 1954 - 1989 Jacob Jan Zoodsma
- 1989-heden Jan Zoodsma

## Concertreizen
| Jaar | Land        | Locatie                                  |
| ---- | ----------- | ---------------------------------------- |
| 1996 | Duitsland   | Internationaal Muziekfestival in Rastede |
| 1998 | Duitsland   | Internationaal Muziekfestival in Rastede |
| 1999 | Zwitserland | Galaconcert bij de Harmonie Biberist     |
| 2003 | Denemarken  | Internationaal Concours in Nyborg        |
| 2006 | Duitsland   | Internationaal Muziekfestival in Rastede |
| 2016 | Duitsland   | Internationaal Muziekfestival in Rastede |